# Eclissi solare del 3 novembre 1975
L'Eclissi solare del 3 novembre 1975 è stato un evento astronomico che ha avuto luogo il suddetto giorno attorno alle ore 13:15 UTC. Tale evento ha avuto luogo nel Sud America e nella maggior parte dell'Antartide. L'eclissi del 3 novembre 1975 è stata la seconda eclissi solare nel 1975 e la 173ª nel XX secolo. La precedente eclissi solare ebbe luogo l'11 maggio 1975, la seguente è avvenuta il 29 aprile 1976.
Il giorno della luna nuova (novilunio), la differenza tra le distanze apparenti di luna e sole osservate sulla terra è estremamente piccola. In tale momento, se la luna si trova in prossimità del nodo lunare, cioè uno dei due punti in cui la sua orbita interseca l'eclittica, si verifica un'eclissi solare. Quando vi è assenza di ombra e la penombra raggiunge parte dell'estremità settentrionale o meridionale della terra, si verifica un'eclissi solare parziale, che si verifica quindi presso le regioni polari della Terra. 

## Percorso e visibilità
Questa eclissi solare parziale poteva essere vista nella maggior parte del Cile tranne il nord, in Argentina tranne il nord, nella maggior parte dell'Uruguay tranne il confine nord orientale con il Brasile, alle Isole Falkland, in Georgia del Sud, Isole Sandwich meridionali e Antartide.

## Eclissi correlate

### Eclissi solari 1975 - 1978
Questa eclissi è un membro di una serie semestrale. Un'eclissi in una serie semestrale di eclissi solari si ripete approssimativamente ogni 177 giorni e 4 ore (un semestre) in nodi alternati dell'orbita della Luna.